# Balogh Ferenc (hegedűművész, 1920–2005)
Balogh Ferenc (Aszód, 1920. május 6. – Budapest, 2005. január 21.) magyar hegedűművész, tanár.

## Életpályája
1921-ben családja Székelyudvarhelyre költözött. 1932-ig Magyarország és Románia között ingáztak. 1936–1939 között a Marosvásárhelyi Konzervatóriumban tanult. 1940–1943 között a budapesti Liszt Ferenc Zeneművészeti Egyetemen tanult. 1943-ban Finnországban volt hangversenykörúton. 1944-ben a leszerelése után versenyvizsgát tett a budapesti Operaház zenekarába, ahová fel is vették. 1945–1946 között Székelyudvarhelyen tanított. 1948-ban Székelyudvarhelyen megbízták az 1848-as szabadságharc ünnepének megszervezésével. 1949-ben meghívást kapott a Marosvásárhelyi Művészeti Egyetemre. 1953–1982 között professzor volt a kolozsvári Gheorghe Dima Zeneművészeti Főiskolán. 1982-ben nyugdíjba vonult. 1988-tól Budapesten élt, és újra tanított.
Tanítványai közt volt például Ruha István is.

## Díjai
- első díj a George Enescu versenyen (1939)
- Fadrusz-emlékplakett (2002)[1]
- Márton Áron-emlékérem (2003)[1]

## Fordítás
- Ez a szócikk részben vagy egészben  a   Ferenc Balogh (violonisto) című eszperantó Wikipédia-szócikk ezen változatának fordításán alapul.  Az eredeti cikk szerkesztőit annak laptörténete sorolja fel. Ez a jelzés csupán a megfogalmazás eredetét és a szerzői jogokat jelzi, nem szolgál a cikkben szereplő információk forrásmegjelöléseként.